# Theodore Harold Maiman
Theodore Harold Maiman (Los Ángeles, Estados Unidos, 11 de julio de 1927-Vancouver, Canadá, 5 de mayo de 2007) fue un físico judío norteamericano.

## Biografía
Maiman nació el 11 de julio de 1927 en Los Ángeles. Asistió a la Universidad del Colorado y recibió un B.S. en ingeniería física en 1949, entonces siguió para graduarse en la Universidad de Stanford donde recibió un M.S. por su trabajo en ingeniería eléctrica en 1951 y un Ph.D. en física en 1955. Mientras trabajaba en los Laboratorios de Investigación de Hughes como jefe de la sección en 1960. Desarrolló y patentó el primer láser, que usaba un rubí rosa bombeado por una lámpara de flash que producía un impulso de luz coherente, con el cual ganó un reconocimiento mundial.
En 1962 Maiman fundó su propia compañía, la Corporación Korad, consagrado a la investigación, desarrollo y fabricación de láseres, y el 14 de noviembre de 1967 obtuvo una patente por inventar el láser rubí. Formó a los Socios de Maiman en 1968 después de vender Korad.
También fue director de Corporación de Láser de Mando y un miembro de la Tabla Asesora de Revista Investigación Industrial. En 1987 fue galardonado con el Premio Japón por su trabajo científico.
Maiman falleció el 5 de mayo de 2007 en Vancouver, Columbia Británica (Canadá) a los 79 años de edad.

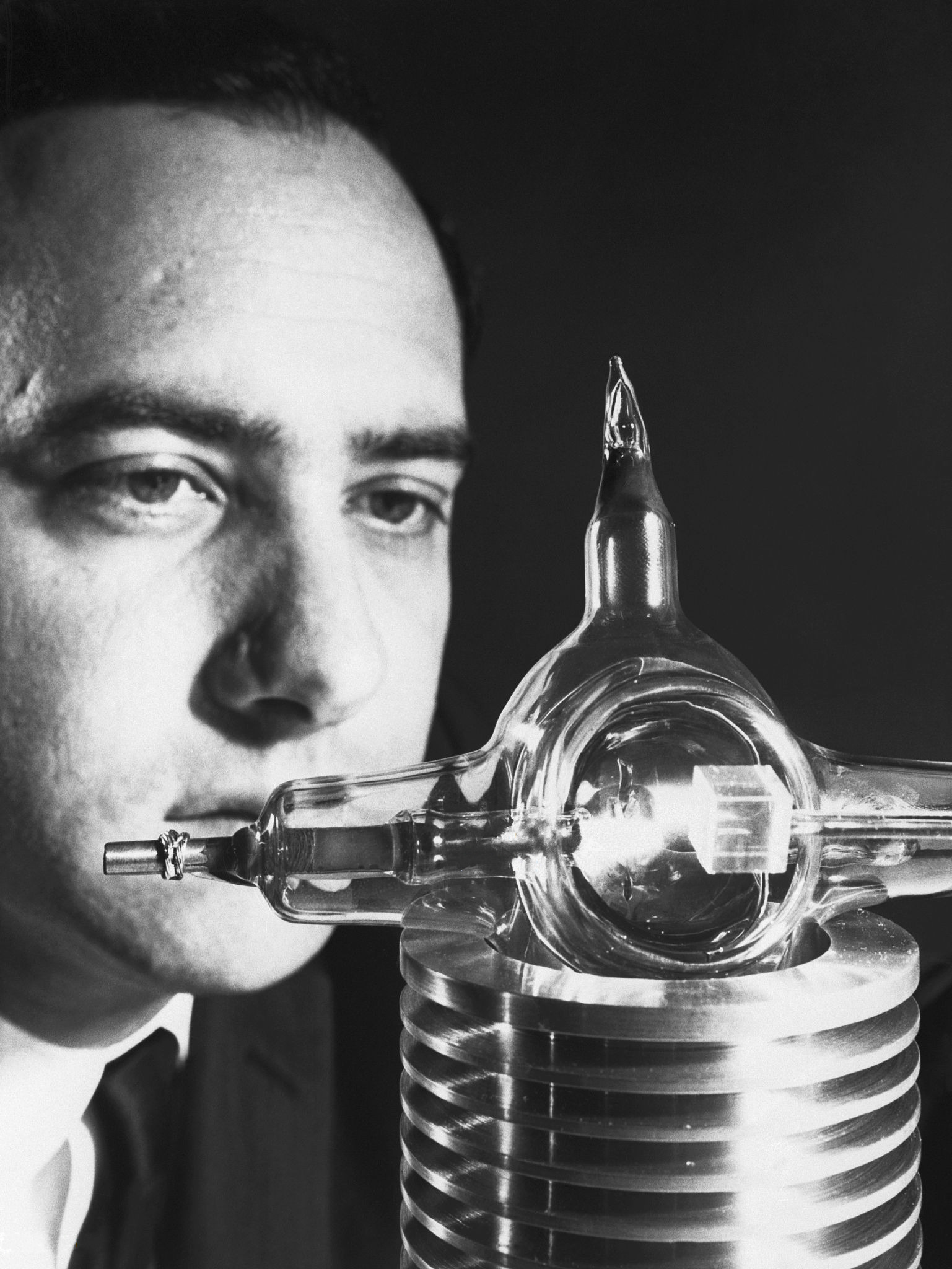
Theodore Maiman 1960